# Ironman Haugesund
Der Ironman Haugesund war eine 2018 und 2019 ausgetragene Triathlon-Sportveranstaltung in Haugesund an der Südwestküste Norwegens über die Ironman-Distanz (3,86 km Schwimmen, 180,2 km Radfahren und 42,195 km Laufen).

## Organisation
Der Ironman Haugesund war Teil der Ironman-Weltserie der World Triathlon Corporation (WTC), einem Tochterunternehmen der chinesischen Wanda-Group.

Es war das 39. Rennen in der Ironman-Rennserie, das erste Ironman-Event über die Langdistanz in Norwegen und wurde erstmals am 1. Juli 2018 ausgetragen. Bis 2019 gab es hier ebenfalls den seit 2012 parallel stattfindenden Ironman 70.3 Norway auf der Mitteldistanz (1,9 km Schwimmen, 90 km Radfahren und 21,1 km Laufen).

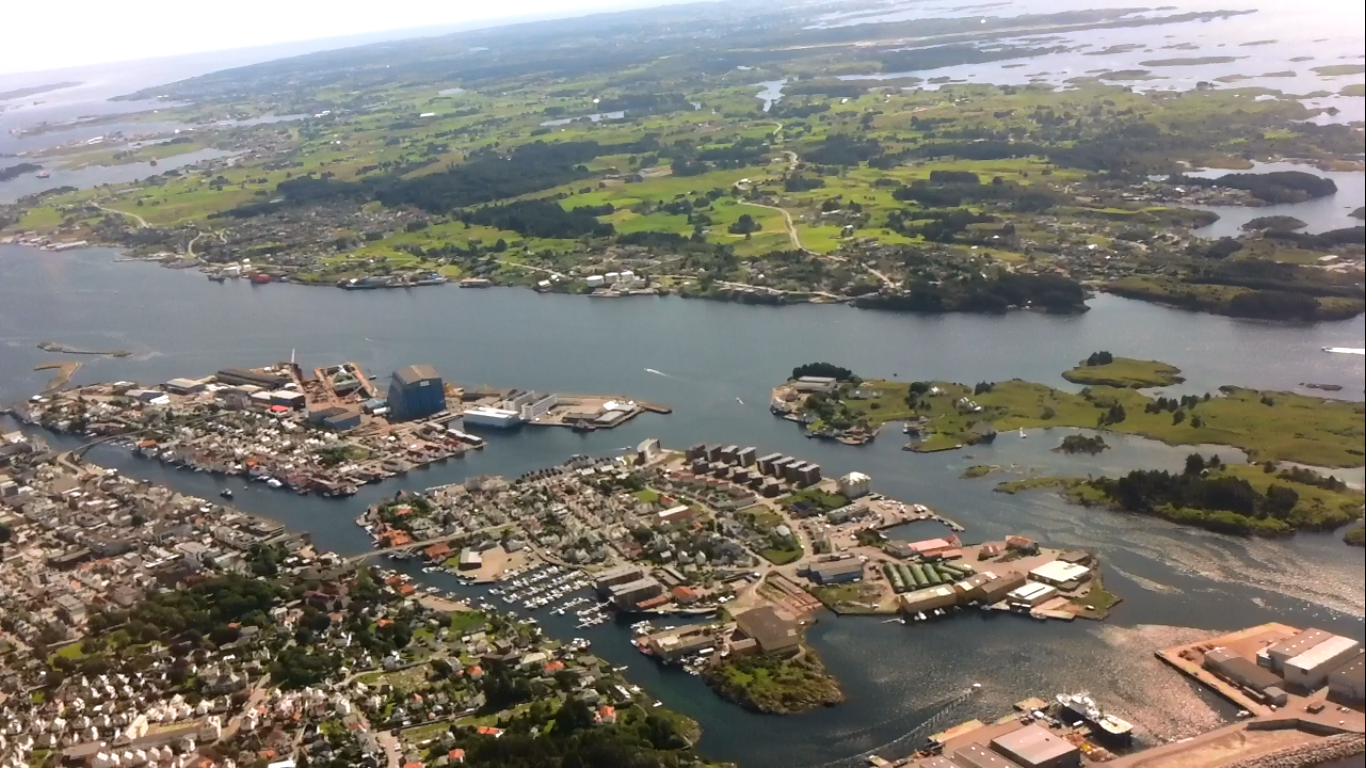
Blick auf Haugesund

Für Amateure gab es in Haugesund die Möglichkeit, sich für den Erwerb eines Startplatzes beim Ironman Hawaii zu qualifizieren, wozu 30 Qualifikationsplätze zur Verfügung standen. Profi-Triathleten waren in beiden Austragungen nicht am Start.
Bei der Erstaustragung im Juli 2018 gewann bei den Männern der Norweger Lars Petter Stormo  mit einer Zeit von 8:48:41 und bei den Frauen die Schweizerin Melanie Baumann in 10:18:43.
Bei der zweiten und letzten Austragung im Juni 2019 konnte sich bei den Männern der Norweger Knut Ole Thoreplass in 9:01:38 und bei den Frauen die Schwedin Mikaela Holmberg in 10:25:53 durchsetzen.

### Streckenverlauf
- Das Schwimmen geht über eine Runde im Skeisvatnet, einem See bei Haugesund.[4]
- Die Radstrecke geht über eine Runde erst in den Norden und dann nach etwa 70 km wieder durch Haugesund in den Süden und dann wieder zurück nach Haugesund.
- Die Marathondistanz geht über einen viermal zu absolvierenden Rundkurs.[5]

## Siegerliste
| N ° | Datum         | Männer                  | Männer                  | Männer             | Frauen               | Frauen                      | Frauen         |
| N ° | Datum         | Erster Platz            | Zweiter Platz           | Dritter Platz      | Erster Platz         | Zweiter Platz               | Dritter Platz  |
| --- | ------------- | ----------------------- | ----------------------- | ------------------ | -------------------- | --------------------------- | -------------- |
| 2   | 30. Juni 2019 | Knut Ole Thoreplass     | Karsten Schütt          | Heiko Sepp         | Mikaela Holmberg     | Kaja Wright Bergwitz-Larsen | Frida Hedman   |
| 1   | 1. Juli 2018  | Lars Petter Stormo (SR) | Hans Kristian Tungesvik | Juha-Matti Halonen | Melanie Baumann (SR) | Kaja Bergwitz-Larsen        | Helen Richards |

(SR: Streckenrekord)